# Józef Pitschmann
Józef Franciszek Jan Pitschmann (ur. 1758 w Trieście, zm. 1 września 1834 w Krzemieńcu) – malarz, głównie portrecista.

## Życiorys
Był synem Józefa i Marii z domu Sexida. Wykształcenie zdobył w Akademii Wiedeńskiej pod kierunkiem Johanna Baptista Lampiego, Heinricha Friedricha Fügera i Heinricha Carla Brandta. W roku 1787 otrzymał złoty medal w konkursie malarstwa za obraz Herkules zwracający Admetowi oswobodzoną Alcestę i został członkiem akademii. Z okresu wiedeńskiego pochodzą pastelowe pejzaże przedstawiające sceny pasterskie (1783), znajdujące się obecnie w galerii obrazów we Lwowie.
W roku 1788 przybył do Polski na zaproszenie Józefa Klemensa Czartoryskiego i do 1789 mieszkał w jego posiadłości w Korcu na Wołyniu jako portrecista i nauczyciel rysunku. W latach 1789–1794 przebywał w Warszawie. Na okres ten przypada kilkumiesięczny pobyt malarza w Poznaniu. W stolicy zyskał uznanie jako portrecista wśród przeciętnej szlachty i mieszczaństwa. Pozostawił też kilka wizerunków Stanisława Augusta, za jeden z nich w 1794 władca nagrodził go brylantowym pierścieniem. 11 marca 1791 Pitschmann poślubił Agnieszkę – córkę Jana Baudoina de Courtenay – literata i lekarza mesmerysty. Lata 1794–1806 to okres lwowski, w którym namalował ok. 300 obrazów, głównie portretów. Zyskał popularność w kręgach arystokracji, szlachty i urzędników. W tym czasie wykonał też portrety cesarza Franciszka II i jego małżonki na zamówienie arcybiskupa lwowskiego Kajetana Ignacego Kickiego.
W roku 1806 przeniósł się na stałe do Krzemieńca, gdzie mieszkał do końca życia. Powołany został przez Tadeusza Czackiego na katedrę rysunku w Liceum Krzemienieckim, udzielał także lekcji prywatnych. W okresie tym stworzył ok. 150 obrazów (głównie portretów profesorów liceum i wołyńskiej szlachty). Wśród nich są portrety Euzebiusza i Salomei Słowackich (oba w Muzeum Literatury im. Adama Mickiewicza w Warszawie), Teofila i Hersylii Januszewskich (w Muzeum Narodowym we Wrocławiu). Z okazji dwudziestopięciolecia służby nadano mu honorowy tytuł radcy, dwukrotnie nagrodzony też został medalem: otrzymanym od cesarza złotym medalem z czerwoną wstęgą dla noszenia go na szyi oraz brązowym medalem samej tylko szlachcie w Cesarstwie dawanym (1812). Wśród jego uczniów byli także malarze, jak Bonawentura Klembowski czy Jan Ksawery Kaniewski. Pitschmann we wczesnym okresie twórczości nierzadko malował sceny mitologiczne i historyczne. Tworzył w duchu późnego klasycyzmu. Poza malarstwem olejnym uprawiał pastel.

## Dzieła
- Portret Stanisława Augusta w mundurze generała wojsk koronnych (pastel, Muzeum Narodowe w Warszawie)
- Portret Józefa Komorowskiego (ok. 1794, olej, Lwowska Galeria Sztuki)
- Portret Antoniego Franciszka Rozwadowskiego (olej, Muzeum Narodowe we Wrocławiu)
- Portret Joanny Dzierzbickiej (1800, olej, Muzeum Narodowe w Krakowie)
- Portret młodej kobiety (1800-1806, olej, Muzeum Narodowe w Warszawie)
- Portret Macieja Starzeńskiego (1820-1830, olej, Lwowska Galeria Sztuki)

## Galeria

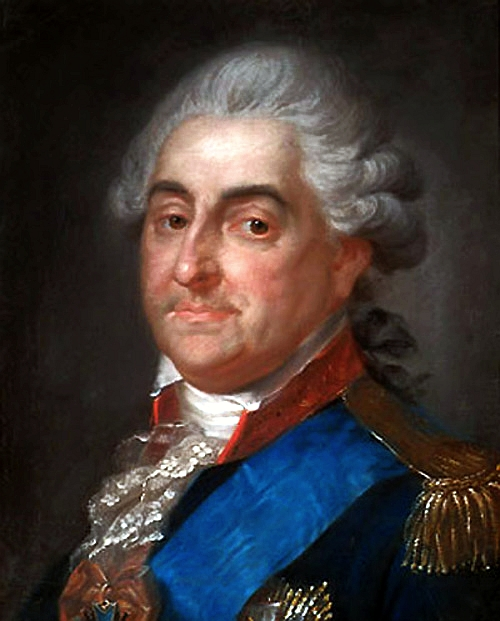
Stanisław August Poniatowski w mundurze generała wojsk koronnych, około 1789
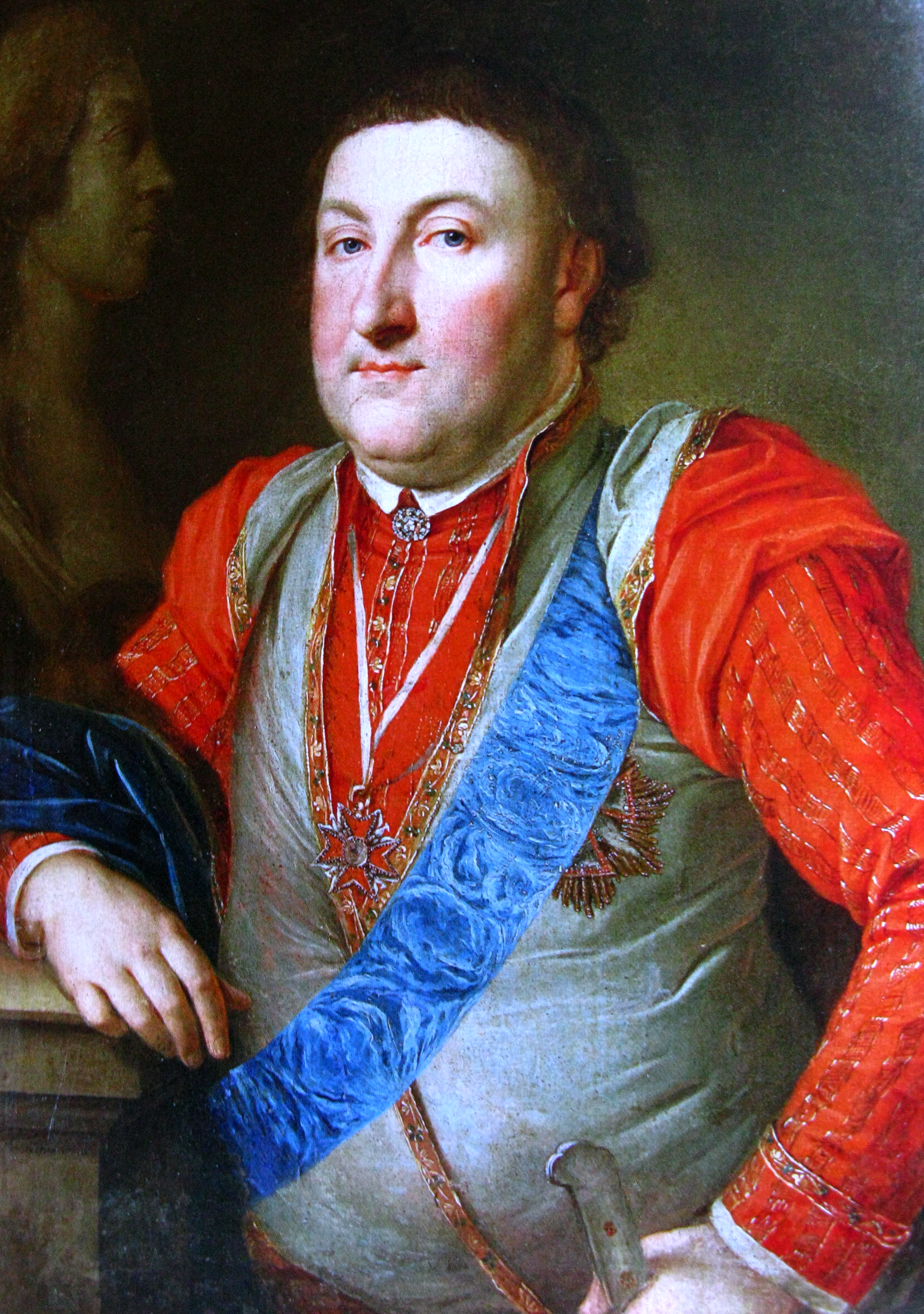
Portret mężczyzny w stroju polskim, około 1789–1794
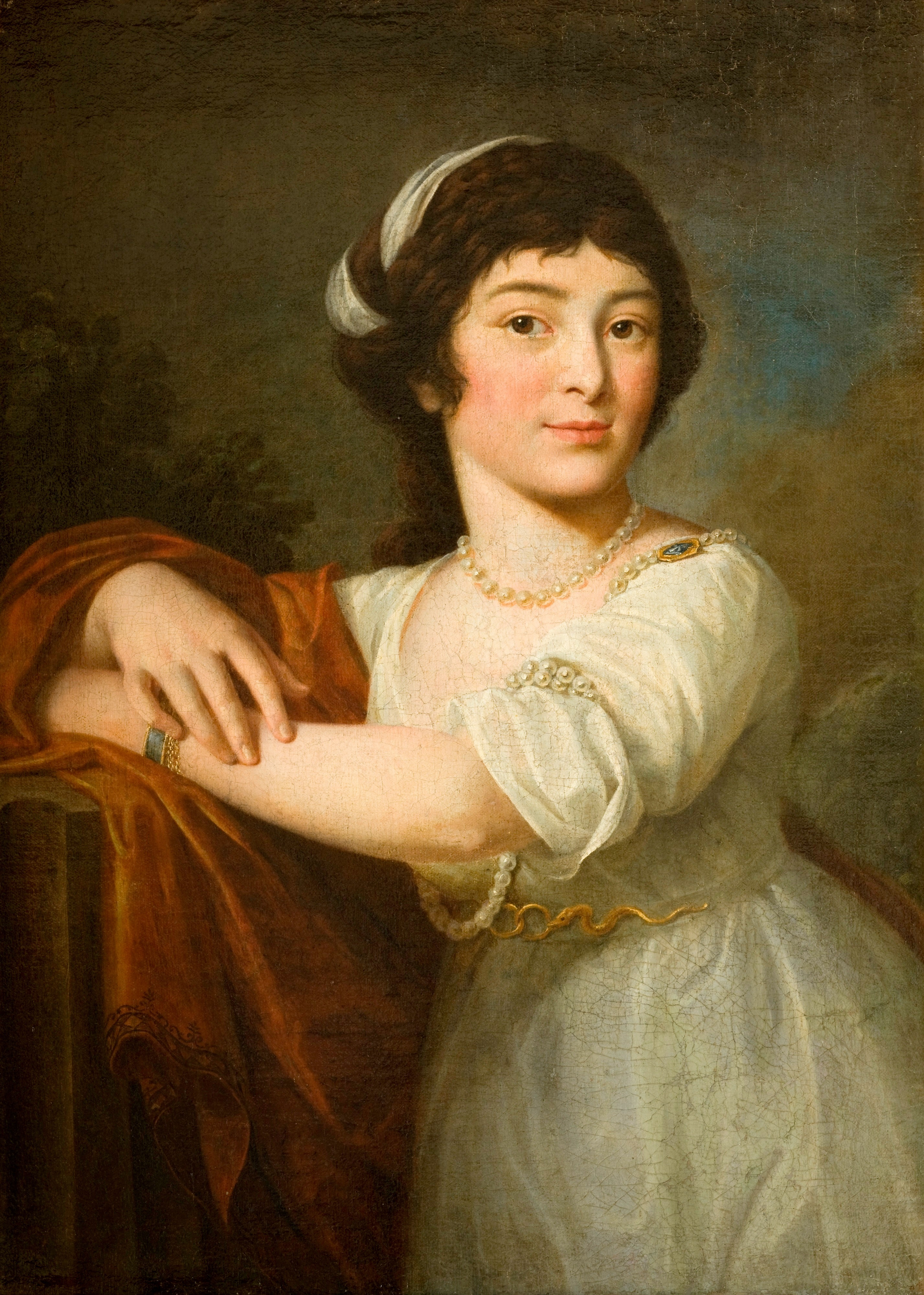
Portret Joanny Dzierzbickiej, około 1800
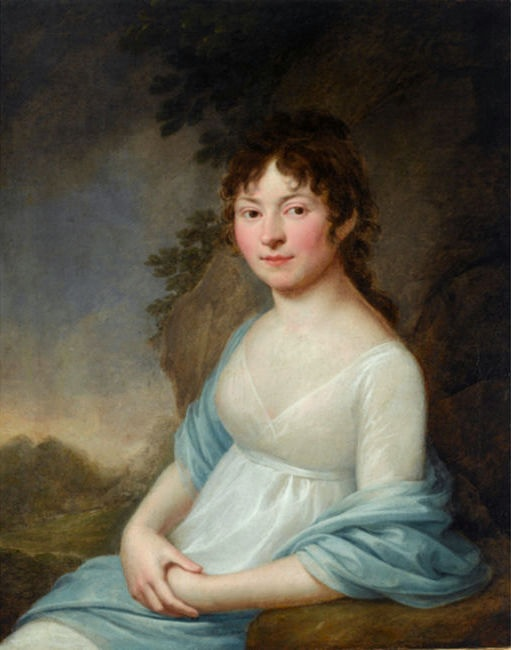
Portret nieznanej damy, około 1800-1806
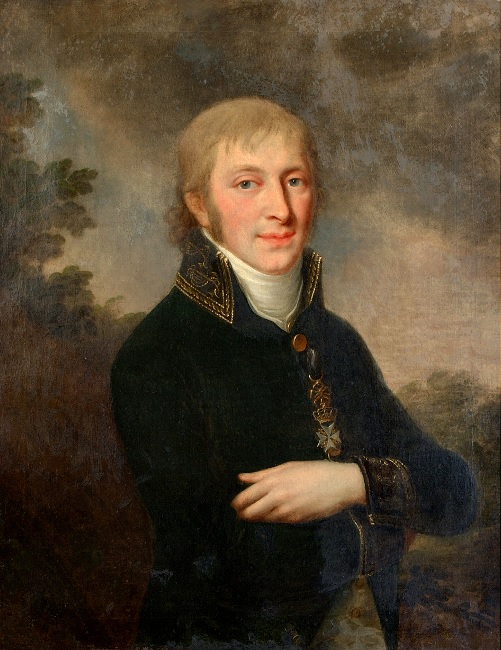
Portret nieznanego mężczyzny, około 1800-1806